# Arsenivka, Svitlovodsk
Arsenivka (în ucraineană Арсенівка) este un sat în comuna Hlînsk din raionul Svitlovodsk, regiunea Kirovohrad, Ucraina.

## Demografie
Componența lingvistică a localității Arsenivka
     Ucraineană (100%)
Conform recensământului din 2001, toată populația localității Arsenivka era vorbitoare de ucraineană (100%).